# Juan Alcalá-Galiano y Osma
Juan Alcalá-Galiano y Osma (Madrid, 2 de enero de 1883-Vallecas, 28 de julio de 1936) fue un político español.

## Biografía
Nació el 2 de enero de 1883 en Madrid. Fue miembro de la Real Maestranza de Caballería de Sevilla. conde de Romilla desde 1915, fue senador por la provincia de Cáceres en la legislatura 1919-1920, y posteriormente elegido diputado a Cortes por el distrito cacereño de Hoyos en 1920 y 1923.
Una vez comenzada la guerra civil en 1936, fue detenido por integrantes de la checa de Radio Comunista número 1 y, conducido a Vallecas junto con su hermano Álvaro, fue asesinado el 28 de julio tras ser sometido a un simulacro de juicio.